# Campeonato Sudamericano Sub-17 de 1993
El Campeonato Sudamericano de Fútbol Sub-17 de 1993 fue la quinta edición del Campeonato Sudamericano Sub-17 organizado por la Conmebol.
Disputado en las ciudades de Armenia, Pereira y Tuluá en Colombia, otorgó 3 plazas para la Copa Mundial de Fútbol Sub-17 de 1993 organizada por la FIFA, que se llevó a cabo en Japón. Los representantes sudamericanos fueron Colombia, Chile y Argentina.

## Participantes
Participaron las diez selecciones nacionales de fútbol afiliadas a la Conmebol:
| Equipos participantes | Equipos participantes | Equipos participantes | Equipos participantes | Equipos participantes |
| --------------------- | --------------------- | --------------------- | --------------------- | --------------------- |
| Argentina             | Bolivia               | Brasil                | Chile                 | Colombia              |
| Ecuador               | Paraguay              | Perú                  | Uruguay               | Venezuela             |

## Sedes
| Ciudad  | Estadio                         | Capacidad |
| ------- | ------------------------------- | --------- |
| Armenia | Estadio Centenario              | 29.000    |
| Tuluá   | Estadio Doce de Octubre         | 16 000    |
| Pereira | Estadio Hernán Ramírez Villegas | 30.313    |

## Grupo A
| Equipo    | Pts | PJ | PG | PE | PP | GF | GC | Dif |
| --------- | --- | -- | -- | -- | -- | -- | -- | --- |
| Colombia  | 8   | 4  | 4  | 0  | 0  | 10 | 1  | +9  |
| Argentina | 6   | 4  | 3  | 0  | 1  | 8  | 2  | +6  |
| Perú      | 3   | 4  | 1  | 1  | 2  | 3  | 7  | -4  |
| Ecuador   | 2   | 4  | 1  | 0  | 3  | 4  | 9  | -6  |
| Venezuela | 1   | 4  | 0  | 1  | 3  | 2  | 8  | -6  |

| 30 de enero de 1993 | Argentina | 2:0 | Ecuador | Estadio Hernán Ramírez Villegas, Pereira |  |

| 30 de enero de 1993 | Colombia | 2:0 | Perú | Estadio Hernán Ramírez Villegas, Pereira |  |

| 1 de febrero de 1993 | Perú | 2:1 | Ecuador |  |  |

| 1 de febrero de 1993 | Argentina | 3:0 | Venezuela |  |  |

| 3 de febrero de 1993 | Perú | 1:1 | Venezuela |  |  |

| 3 de febrero de 1993 | Colombia | 4:1 | Ecuador |  |  |

| 5 de febrero de 1993 | Argentina | 3:0 | Perú |  |  |

| 5 de febrero de 1993 | Colombia | 2:0 | Venezuela |  |  |

| 7 de febrero de 1993 | Ecuador | 2:1 | Venezuela |  |  |

| 7 de febrero de 1993 | Colombia | 2:0 | Argentina |  |  |

## Grupo B
| Equipo   | Pts | PJ | PG | PE | PP | GF | GC | Dif |
| -------- | --- | -- | -- | -- | -- | -- | -- | --- |
| Brasil   | 8   | 4  | 4  | 0  | 0  | 8  | 3  | +5  |
| Chile    | 4   | 4  | 2  | 0  | 2  | 15 | 8  | +7  |
| Uruguay  | 4   | 4  | 2  | 0  | 2  | 10 | 3  | +7  |
| Paraguay | 4   | 4  | 2  | 0  | 2  | 7  | 6  | +1  |
| Bolivia  | 0   | 4  | 0  | 0  | 4  | 0  | 20 | -20 |

| 31 de enero de 1993 | Paraguay | 1:0 | Uruguay | Estadio Doce de Octubre, Tuluá |  |

| 31 de enero de 1993 | Brasil | 3:2 | Chile | Estadio Doce de Octubre, Tuluá |  |

| 2 de febrero de 1993 | Chile | 5:2 | Paraguay |  |  |

| 2 de febrero de 1993 | Brasil | 2:0 | Bolivia |  |  |

| 4 de febrero de 1993 | Paraguay | 4:0 | Bolivia |  |  |

| 4 de febrero de 1993 | Uruguay | 3:0 | Chile | Estadio Hernán Ramírez Villegas, Pereira |  |

| 6 de febrero de 1993 | Chile | 8:0 | Bolivia |  |  |

| 6 de febrero de 1993 | Brasil | 2:1 | Uruguay | Estadio Hernán Ramírez Villegas, Pereira |  |

| 8 de febrero de 1993 | Uruguay | 6:0 | Bolivia |  |  |

| 8 de febrero de 1993 | Brasil | 1:0 | Paraguay |  |  |

## Grupo Final
| Equipo    | Pts | PJ | PG | PE | PP | GF | GC | Dif |
| --------- | --- | -- | -- | -- | -- | -- | -- | --- |
| Colombia  | 4   | 3  | 1  | 2  | 0  | 4  | 3  | +1  |
| Chile     | 3   | 3  | 0  | 3  | 0  | 5  | 5  | 0   |
| Argentina | 3   | 3  | 1  | 1  | 1  | 4  | 4  | 0   |
| Brasil    | 2   | 3  | 0  | 2  | 1  | 5  | 6  | -1  |

| 10 de febrero de 1993 | Argentina | 2:1 | Brasil |  |  |

| 10 de febrero de 1993 | Colombia | 1:1 | Chile |  |  |

| 12 de febrero de 1993 | Brasil | 2:2 | Chile |  |  |

| 12 de febrero de 1993 | Colombia | 1:0 | Argentina |  |  |

| 14 de febrero de 1993 | Argentina | 2:2 | Chile | Estadio Centenario, Armenia |  |

| 14 de febrero de 1993 | Colombia | 2:2 | Brasil | Estadio Centenario, Armenia |  |

|                              |
| Bandera de Colombia          |
| Campeón Colombia 1.er título |

## Cuadro Final 1993
|    | Selección | Pts. | PJ | PG | PE | PP | GF | GC | Dif. |
| 1  | Colombia  | 12   | 7  | 5  | 2  | 0  | 14 | 4  | 10   |
| 2  | Chile     | 7    | 7  | 2  | 3  | 2  | 20 | 13 | 7    |
| 3  | Argentina | 9    | 7  | 4  | 1  | 2  | 12 | 6  | 6    |
| 4  | Brasil    | 10   | 7  | 4  | 2  | 1  | 13 | 9  | 4    |
| 5  | Uruguay   | 4    | 4  | 2  | 0  | 2  | 10 | 3  | 7    |
| 7  | Paraguay  | 4    | 4  | 2  | 0  | 2  | 7  | 6  | 1    |
| 6  | Perú      | 3    | 4  | 1  | 1  | 2  | 3  | 7  | -4   |
| 8  | Ecuador   | 2    | 4  | 1  | 0  | 3  | 4  | 9  | -5   |
| 9  | Venezuela | 1    | 4  | 0  | 1  | 3  | 2  | 8  | -6   |
| 10 | Bolivia   | 0    | 4  | 0  | 0  | 4  | 0  | 20 | -20  |

## Clasificados al Mundial Sub-17 Japón 1993
| Colombia | Chile | Argentina |
| -------- | ----- | --------- |